# Megachile rancaguensis
Megachile rancaguensis är en biart som beskrevs av Heinrich Friese 1905. Megachile rancaguensis ingår i släktet tapetserarbin, och familjen buksamlarbin. Inga underarter finns listade i Catalogue of Life.